# Hélène Rollès
Hélène Rollès, anche nota solo come Hélène (Le Mans, 20 dicembre 1966), è un'attrice e cantante francese.

## Filmografia parziale
Cinema
- Exit, regia di Olivier Megaton (2000)

Televisione
- Primi baci (Premiers baisers) - serie TV, 32 episodi (1991-1992)
- Hélène e i suoi amici (Hélène et les garçons) - serie TV, 269 episodi (1992-1994)
- Gli amici del cuore (Le miracle de l'amour) - serie TV,25 episodi (1995)
- Les vacances de l'amour - serie TV, 61 episodi (2000-2007)
- Les mystères de l'amour - serie TV, 709 episodi (2011-2023)

## Discografia parziale
- 1989 - Hélène/Ce train qui s'en va
- 1992 - Hélène 1992/Pour l'amour d'un garçon
- 1993 - Hélène 1993/Je m'appelle Hélène
- 1994 - Hélène 1994/Le miracle de l'amour
- 1995 - Toi... émois
- 1997 - Hélène 1997/À force de solitude
- 2012 - Hélène 2012
- 2016 - Hélène 2016
- 2016 - L'Essentiel
- 2017 - Hélène à l'Olympia 2016
- 2021 - Hélène 2021